# Ураус-Дереси
Ураус-Дереси. (также Быстрянка, Пелагос) — небольшая река в горном Крыму, левый приток реки Бельбек. Длина 15,4 км, площадь водосбора 42,3 км², уклон реки 41,4 м/км. Исток находится у подножия Мангупа, у села Ходжа-Сала, там же слева речка принимает овраг Ураус-Дереси, впадает в Бельбек западнее села Танковое. Средний расход воды — 0,058 м³/с.
Река образует небольшую, очень живописную и плодородную, Каралезскую долину, проложенную в верхнемеловых известняках Внутренней гряды Крымских гор, со скалистыми бортами, самые известные из которых — памятник природы регионального значения Каралезские сфинксы (Узун-Тарла) у села Красный Мак.
Впервые упоминается в 1794 году, как ручей Сук-Чесме, текущий в Бельбек, или Филегус, как называют её татары, и Пелагос, как говорят греки в труде Петра Палласа «Наблюдения, сделанные во время путешествия по южным наместничествам Русского государства». По воспоминаниям  Олимпиады Шишкиной 1845 года в Каралезском ручье жители деревни ловили форель. В труде «Таврическая епархия» епископа Гермогена река названа Суус-Чесме. На топографических картах река не обозначается, подписана в туристическом атласе, популярна среди туристов, как лежащая на маршруте ко многим памятникам Крыма.